# کاراکول (باشقیرستان)
کاراکول (انگلیسی: Karakul, Republic of Bashkortostan) یک شهرک در شهرستان کارماسکالینسکی استان باشقیرستان کشور روسیه است.